# Zygfryd Oskar Loppe
Zygfryd Oskar Loppe (ur. 18 sierpnia 1883 w Warszawie, zm. 21 września 1957 w Dortmundzie) – polski duchowny luterański, senior diecezji wileńskiej Kościoła Ewangelicko-Augsburskiego w RP.

## Życiorys
Teologię studiował na Uniwersytecie w Dorpacie. 19 marca 1911 został ordynowany na duchownego i następnie od 4 listopada tego samego roku administrował parafią w Wiżajnach. W 1913 został najpierw administratorem, zaś następnie proboszczem parafii w Suwałkach. W trakcie I wojny światowej został ewakuowany przez Rosjan do Astrachania skąd powrócił dopiero w sierpniu 1918 roku. W sierpniu 1924 został proboszczem parafii w Wilnie. 
W 1937 objął urząd seniora diecezji wileńskiej Kościoła.